# Tochovice
Tochovice (en allemand : Tochowitz) est une commune du district de Příbram, dans la région de Bohême-Centrale, en République tchèque. Sa population s'élevait à 661 habitants en 2020.

## Géographie
Tochovice se trouve à 9 km à l'est de Rožmitál pod Třemšínem, à 10,6 km au sud de Příbram et à 63 km au sud-ouest de Prague.
La commune est limitée par Třebsko, Milín et Lazsko au nord, par Ostrov au nord-est, par Vrančice et Těchařovice à l'est, par Tušovice, Starosedlský Hrádek et Horčápsko au sud, et par Chrást et Modřovice à l'ouest.

## Histoire
La première mention écrite de la localité date de 1331.

## Administration
La commune se compose de deux quartiers :
- Hořejany
- Tochovice

## Transports
Par la route, Tochovice se trouve à 14 km de Příbram, à 15 km de Rožmitál pod Třemšínem et à 70 km de Prague.